# L'Abominable Docteur Phibes
Pour plus de détails, voir Fiche technique et Distribution.
L'Abominable Docteur Phibes (The Abominable Dr. Phibes) est un film britannique réalisé par Robert Fuest, sorti en 1971.

## Synopsis
Le film se passe en Angleterre, dans les années 1930. Ancienne vedette de music-hall, le docteur Phibes veut se venger des chirurgiens qu'il considère comme responsables de la mort de sa femme, Victoria, survenue au cours d'une opération. Assisté par une jeune femme énigmatique, il met en scène une série de meurtres spectaculaires pour punir les coupables.
La première victime est tuée par les piqûres d'un essaim d'abeilles. La seconde, le docteur Dunwoody, est déchiqueté par des chauves-souris. Le docteur Hargreaves a la tête écrasée par un masque diabolique. Le docteur Longstreet est retrouvé intégralement vidé de son sang.
Cette série de crimes horribles mobilise la police, qui établit une corrélation grâce à un médaillon en hébreu laissé par le docteur Phibes : tous les crimes ont été inspirés par les dix plaies d'Égypte dont parle la Bible...

## Fiche technique
- Titre français : L'Abominable Docteur Phibes
- Titre original : The Abominable Dr. Phibes
- Réalisation : Robert Fuest
- Scénario : James Whiton et William Goldstein
- Musique : Basil Kirchin
- Photographie : Norman Warwick
- Montage : Tristam Cones
- Direction artistique : Bernard Reeves
- Production : Ronald Dunas, Louis M. Heyward, Samuel Z. Arkoff et James H. Nicholson
- Société de production : Amicus Productions
- Sociétés de distribution : États-Unis : American International Pictures ; Royaume-Uni : Anglo-EMI Film Distributors Ltd./MGM-EMI/American International England
- Pays :  Royaume-Uni
- Langue : anglais
- Format : Couleur - 1,85:1 - Mono - 35 mm
- Genre : Horreur
- Durée : 94 min
- Date de sortie : 18 mai 1971 (États-Unis)

## Distribution
- Vincent Price : Dr. Anton Phibes
- Peter Jeffrey : l'inspecteur principal Trout
- Joseph Cotten : Dr. Vesalius
- Norman Jones : le sergent Tom Schenley
- Derek Godfrey : Crow
- Virginia North : Vulnavia
- John Cater : Waverley
- Terry-Thomas : Dr. Longstreet
- Sean Bury : Lem Vesalius
- Barbara Keogh : Mme Crawley
- Aubrey Woods (en) : Goldsmith
- Hugh Griffith : le rabbin
- Susan Travers : l'infirmière Allen
- David Hutcheson : Dr. Hedgepath
- Edward Burnham : Dr. Dunwoody
- Alex Scott (en) : Dr. Hargreaves
- Peter Gilmore : Dr. Kitaj
- Maurice Kaufmann : Dr. Whitcombe
- John Laurie : Darrow
- Charles Farrell : Vincent, le chauffeur
- Walter Horbugh : Ross, le majordome
- Guy Stavenden : Morgan, un policier

## Autour du film
- Malgré l'horreur du scénario, le film ménage des moments assez burlesques, notamment dans les scènes mettant en scène les enquêteurs, comme lorsque le policier se fait assommer par l’individu qu'il est censé protéger.
- Le tournage s'est déroulé aux studios d'Elstree, Bushey et Londres.
- Une suite, Le Retour de l'abominable Docteur Phibes (Dr. Phibes Rises Again), fut réalisée l'année suivante par Robert Fuest.

### Les 10 plaies dans le film
Les 10 plaies du film sont : les abeilles (non montrées mais il est question de pustules provoquées par leurs piqûres), les chauves-souris (introduction dans la chambre à coucher de la victime de chauve-souris, genre vampires), les grenouilles (un masque de grenouille lors d'un bal masqué se resserre autour du cou de sa victime, le sang (on vide tout le sang de la victime à l'aide d'une sonde), la grêle (un docteur est frigorifié dans sa conduite intérieure), les rats (qui s'attaquent au pilote d'un avion en vol), la corne de la licorne (catapultée dans le corps de sa victime), les sauterelles (attirées par le visage de l'infirmière, englué d'une sorte de sirop de choux, elles vont lui dévorer les chairs jusqu'à l'os), la perte de l'aîné (le chirurgien a 6 minutes pour opérer une clé logée dans les poumons de son fils, qui ouvrira un cadenas permettant de bloquer un mécanisme infernal déversant de l'acide sur sa victime) et les ténèbres (conclusion)

## Bande originale
- What Can I Say Dear After I Say I Am Sorry
- Dark Town Strutters Ball, interprété par Paul Frees
- Close Your Eyes
- Elmer's Tune
- All I Do Is Dream Of You
- You Stepped Out Of A Dream
- Charmaine
- 100 Years From Today
- Over The Rainbow
- One For My Baby And One More For The Road, interprété par Scott Peters
- War March of The Priests, composé par Felix Mendelssohn

## Distinctions
- Prix du meilleur acteur pour Vincent Price, lors du Festival international du film de Catalogne en 1971.
- Le film fut en compétition au Festival international du film fantastique d'Avoriaz 1973.

## Sortie vidéo
Théâtre de sang sort en combo DVD/Blu-ray en édition limitée le 16 septembre 2020, édité par ESC Editions, avec en complément un livret de 16 pages par Marc Toullec et des bonus inédits.